# Domfessel
Domfessel est une commune française située dans la circonscription administrative du Bas-Rhin et, depuis le 1er janvier 2021, dans le territoire de la Collectivité européenne d'Alsace, en région Grand Est.
Depuis 1793, cette commune se trouve dans la région historique et culturelle d'Alsace, elle fait également partie du parc naturel régional des Vosges du Nord.

## Géographie

### Localisation
La commune se situe dans la région naturelle de l'Alsace Bossue. Elle est longée par la route D 919 et par la ligne de chemin de fer de Mommenheim à Sarreguemines entre Diemeringen et Oermingen. La route D 8 qui traverse la commune mène à Sarre-Union.
Le territoire de la commune est limitrophe de ceux de cinq communes :
| Vœllerdingen |           |            |
|              | Domfessel | Lorentzen  |
| Sarre-Union  | Rimsdorf  | Mackwiller |

### Géologie et relief
La commune se compose de 35,08 hectares de territoires artificialisés (5,62 %), 497,00 hectares de territoires agricoles (79,65 %) et 91,60 hectares de forêts et milieux semi-naturels (14,68 %).
Espaces naturels :
- Trois espaces protégés hors Natura 2000 Vosges du Nord :

Réserve de Biosphère, zone tampon,
Réserve de Biosphère, zone de transition
Parc naturel régional.
- Deux zones naturelles d'intérêt écologique, faunistique et floristique (Znieff) :

Prés-vergers à Dehlingen, Lorentzen et Butten,
Paysage agricole et forestier diversifié d'Alsace Bossue.

### Hydrographie et les eaux souterraines
Hydrogéologie et climatologie : Système d’information pour la gestion de l’Aquifère rhénan, par le BRGM :
Territoire communal : Occupation du sol (Corinne Land Cover) ; Cours d'eau (BD Carthage),
Géologie : Carte géologique ; Coupes géologiques et techniques,
 Hydrogéologie : Masses d'eau souterraine ; BD Lisa ; Cartes piézométriques.
La commune est dans le bassin versant du Rhin au sein du bassin Rhin-Meuse. Elle est drainée par le ruisseau l'Eichel et le ruisseau Pfaffenlach,.
L'Eichel, d'une longueur totale de 32,4 km, prend sa source dans la commune de Petersbach et se jette  dans la Sarre à Herbitzheim, après avoir traversé 16 communes. Les caractéristiques hydrologiques de l'Eichel sont données par la station hydrologique située sur la commune de Diemeringen. Le débit moyen mensuel est de 1,28 m3/s. Le débit moyen journalier maximum est de 18,8 m3/s, atteint lors de la crue du 6 mars 2020. Le débit instantané maximal est quant à lui de 41,1 m3/s, atteint le 8 avril 2022.

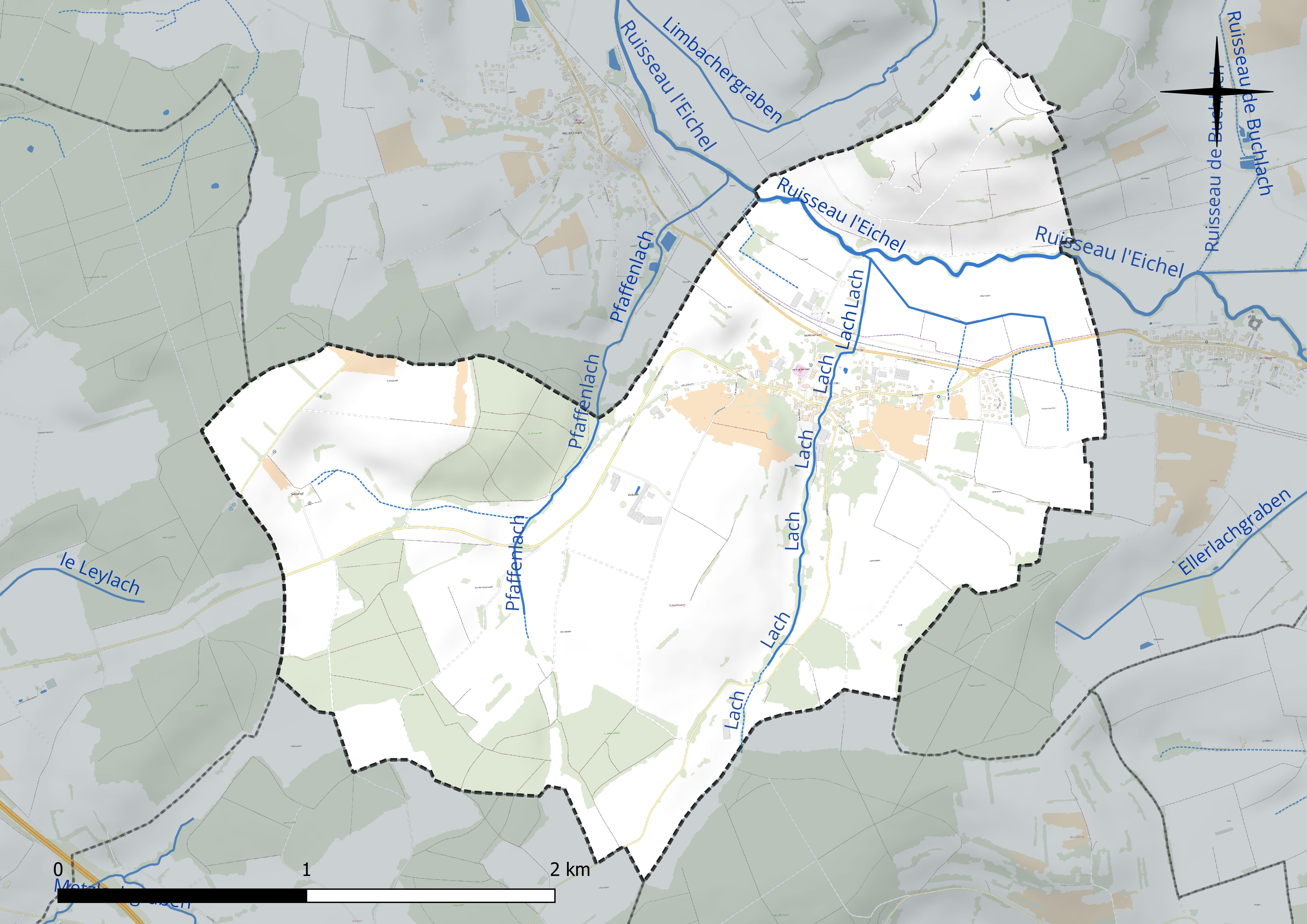
Réseau hydrographique de Domfessel.

### Climat
Pour des articles plus généraux, voir Climat du Grand Est et Climat du Bas-Rhin.
En 2010, le climat de la commune est de type climat des marges montargnardes, selon une étude du Centre national de la recherche scientifique s'appuyant sur une série de données couvrant la période 1971-2000. En 2020, Météo-France publie une typologie des climats de la France métropolitaine dans laquelle la commune est exposée à un climat semi-continental et est dans la région climatique  Vosges, caractérisée par une pluviométrie très élevée (1 500 à 2 000 mm/an) en toutes saisons et un hiver rude (moins de 1 °C). 
Pour la période 1971-2000, la température annuelle moyenne est de 10 °C, avec une amplitude thermique annuelle de 17,2 °C. Le cumul annuel moyen de précipitations est de 1 080 mm, avec 12,2 jours de précipitations en janvier et 9,6 jours en juillet. Pour la période 1991-2020, la température moyenne annuelle observée sur la station météorologique de Météo-France la plus proche, « Berg », sur la commune de Berg à 6 km à vol d'oiseau, est de 10,4 °C et le cumul annuel moyen de précipitations est de 801,8 mm. 
La température maximale relevée sur cette station est de 37,4 °C, atteinte le 25 juillet 2019 ; la température minimale est de −16,8 °C, atteinte le 7 février 2012,,. 
Les paramètres climatiques de la commune ont été estimés pour le milieu du siècle (2041-2070) selon différents scénarios d'émission de gaz à effet de serre à partir des nouvelles projections climatiques de référence DRIAS-2020. Ils sont consultables sur un site dédié publié par Météo-France en novembre 2022.

## Urbanisme

### Typologie
Au 1er janvier 2024, Domfessel est catégorisée commune rurale à habitat dispersé, selon la nouvelle grille communale de densité à sept niveaux définie par l'Insee en 2022.
Elle est située hors unité urbaine. Par ailleurs la commune fait partie de l'aire d'attraction de Sarre-Union, dont elle est une commune de la couronne,. Cette aire, qui regroupe 12 communes, est catégorisée dans les aires de moins de 50 000 habitants,.

### Occupation des sols
L'occupation des sols de la commune, telle qu'elle ressort de la base de données européenne d’occupation biophysique des sols Corine Land Cover (CLC), est marquée par l'importance des territoires agricoles (80 % en 2018), une proportion sensiblement équivalente à celle de 1990 (79,8 %). 
La répartition détaillée en 2018 est la suivante : 
prairies (38 %), zones agricoles hétérogènes (22 %), terres arables (19,9 %), forêts (14,4 %), zones urbanisées (5,6 %). L'évolution de l’occupation des sols de la commune et de ses infrastructures peut être observée sur les différentes représentations cartographiques du territoire : la carte de Cassini (XVIIIe siècle), la carte d'état-major (1820-1866) et les cartes ou photos aériennes de l'IGN pour la période actuelle (1950 à aujourd'hui).

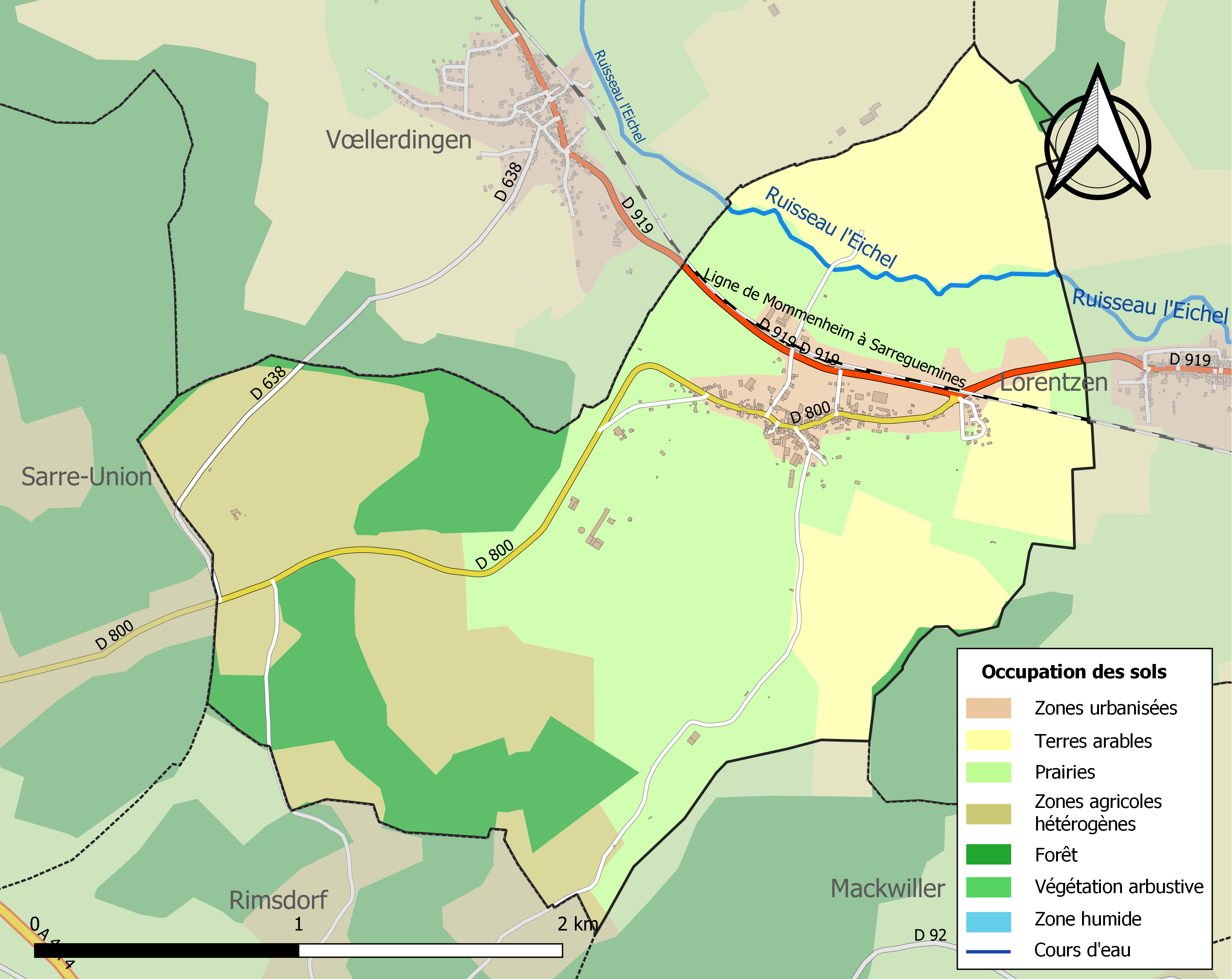
Carte des infrastructures et de l'occupation des sols de la commune en 2018 (CLC).

### Lieux-dits, hameaux et écarts
- Sutterhof.
- Kalkgrub.

### Voies de communications et transports

#### Voies routières
- A4 : Échangeur n°3 Sarre-Union.
- D 919 vers Lorentzen, Vollerdingen[24].
- D 8 vers Sarre-Union.

#### Transports en commun
- Transports en Alsace.
- Fluo Grand Est.

##### SNCF

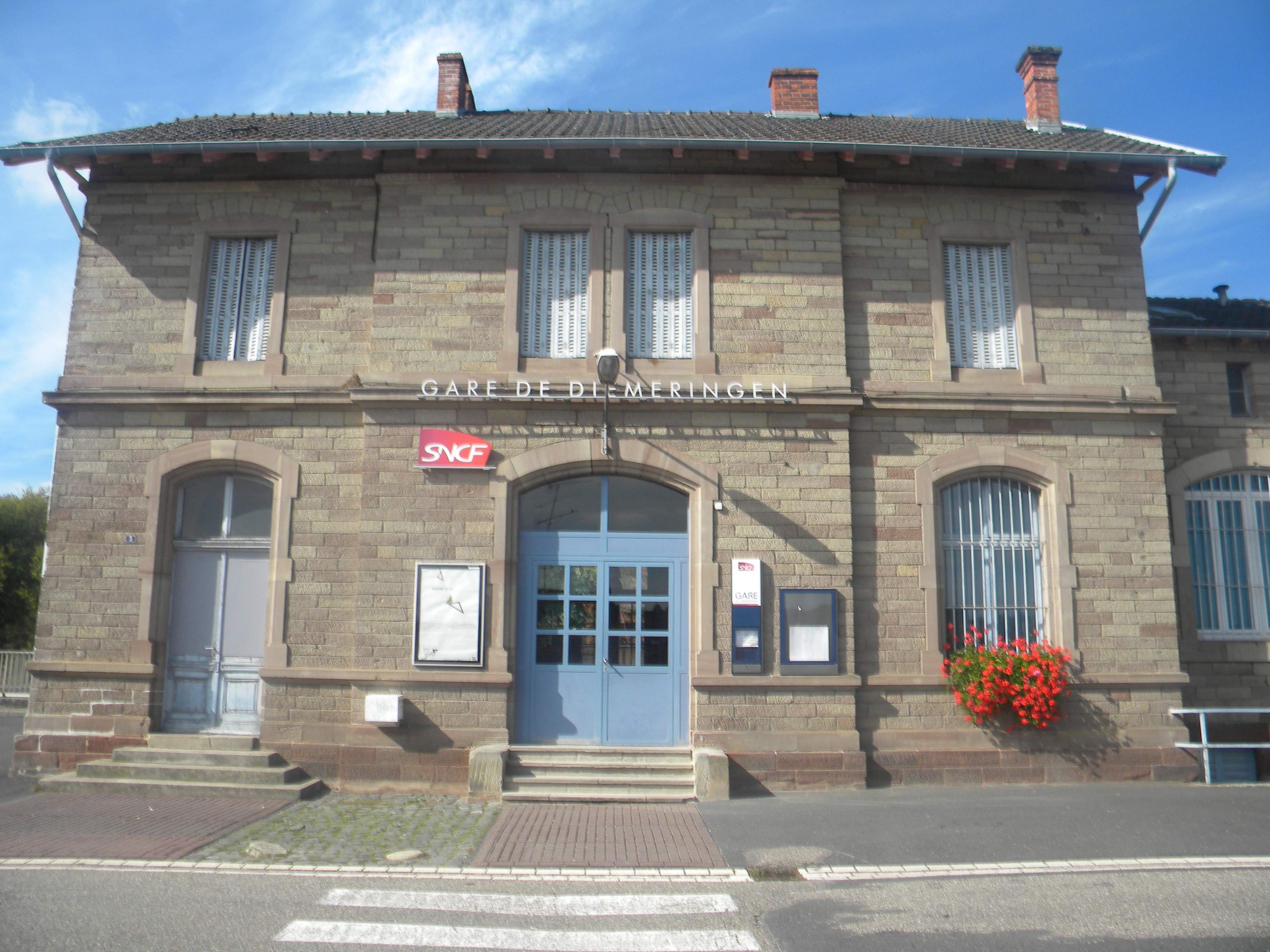
Gare de Diemeringen.

- Gare de Diemeringen,
- Gare de Sarre-Union,
- Gare d'Oermingen,
- Ancienne gare de Schopperten,
- Ancienne gare de Vœllerdingen.

### Risques naturels et technologiques
Commune située dans une zone de sismicité 2 faible.

## Toponymie
Le village apparaît vers 1300 sous le nom Dunnvaszel, puis Donnebassel, Dunesasseln et Donnevasle au XVe siècle. 

Se nomme Dumfässel en francique rhénan.
Expression signifiant en traduction littérale « petit fût bête ». Cette dernière est probablement issue des soirées fortement arrosées dans le débit de boissons local.
Selon certains anciens, il s’agirait même d’une expression citée par Alexander der Grosser, ayant effectué un séjour dans la localité dans sa plus tendre jeunesse, « Ich bin à fessel, aber nicht krad dùm » qui serait très probablement à l’origine du nom donné à la commune.

## Histoire
Avant 1793, Domfessel appartenait au comté de Sarrewerden, devenant par la suite alsacienne.
Vers la fin du XVIIIe siècle, des fouilles eurent lieu, menées par le pasteur Ringel. Ces fouilles permirent de mettre au jour les vestiges d'une grande villa romaine, qui s'étend sur 300 mètres et qui date du Ier siècle.

### Église Saint-Gall
Située au milieu du village, l'église protestante de Domfessel a pour saint patron saint Gall.
L’église Saint-Gall date de la première moitié du XIVe siècle. Son homogénéité et ses proportions en font l’un des joyaux de l’art gothique en Alsace. Henri de Sarrewerden, alors curé de Domfessel et possible bâtard de la famille des comtes de Sarrewerden, aurait été à l’initiative de sa construction.
L'église de style gothique était une église fortifiée qui servait à protéger la population du village grâce à ces murs d'enceinte de trois mètres de haut (qui n'existent plus aujourd'hui) ; mais surtout aussi grâce à la tour fortifiée. Détruite partiellement pendant la guerre de 1939-1945, elle fut restaurée. Aujourd'hui, l'église sert de lieu de culte, mais elle est aussi visitable.
Les localités suivantes étaient autrefois situées sur le ban de la commune : Bellingen, Trimlingen (disparu vers 1450), Macher (disparu après 1350), Risewiller, Drumel ou Drimmel (disparu vers 1450).

## Politique et administration

### Intercommunalité
Commune membre de la Communauté de communes de l'Alsace Bossue.

### Liste des maires
| Période                                  | Période  | Identité                                      | Étiquette | Qualité                    |
| ---------------------------------------- | -------- | --------------------------------------------- | --------- | -------------------------- |
| Les données manquantes sont à compléter. |          |                                               |           |                            |
| avant 1995                               | ?        | Christian Schmidt                             | DVD       |                            |
| 2001                                     | mai 2020 | Marc Clauss                                   |           |                            |
| mai 2020                                 | En cours | Charles Kuchly Réélu pour le mandat 2020-2026 |           | Ouvrier de type industriel |

### Budget et fiscalité 2023
En 2023, le budget de la commune était constitué ainsi :
- total des produits de fonctionnement : 358 000 €, soit 1 251 € par habitant ;
- total des charges de fonctionnement : 271 000 €, soit 947 € par habitant ;
- total des ressources d'investissement : 439 000 €, soit 1 536 € par habitant ;
- total des emplois d'investissement : 407 000 €, soit 1 424 € par habitant ;
- endettement : 281 000 €, soit 983 € par habitant.

Avec les taux de fiscalité suivants :
- taxe d'habitation : 17,43 % ;
- taxe foncière sur les propriétés bâties : 20,80 % ;
- taxe foncière sur les propriétés non bâties : 53,47 % ;
- taxe additionnelle à la taxe foncière sur les propriétés non bâties : 45,11 % ;
- cotisation foncière des entreprises : 17,93 %.

Chiffres clés Revenus et pauvreté des ménages en 2021 : médiane en 2021 du revenu disponible, par unité de consommation : 22 700 €.

## Équipements et services publics

### Enseignement
Établissements d'enseignements :
- École maternelle,
- Écoles primaires à Vœllerdingen, Lorentzen, Rimsdorf,
- Collèges à Diemeringen, Sarre-Union, Drulingen, Sarralbe,
- Lycées à Sarre-Union, Sarreguemines.

### Santé
Professionnels et établissements de santé :
- Médecins à Diemeringen, Sarre-Union, Oermingen, Herbitzheim,
- Pharmacies à Diemeringen, Sarre-Union, Herbitzheim, Drulingen,
- Hôpitaux à Sarre-Union, Sarralbe, Sarreguemines, Phalsbourg.

## Population et société

### Démographie

#### Évolution démographique
L'évolution du nombre d'habitants est connue à travers les recensements de la population effectués dans la commune depuis 1793. Pour les communes de moins de 10 000 habitants, une enquête de recensement portant sur toute la population est réalisée tous les cinq ans, les populations de référence des années intermédiaires étant quant à elles estimées par interpolation ou extrapolation. Pour la commune, le premier recensement exhaustif entrant dans le cadre du nouveau dispositif a été réalisé en 2006.

En 2022, la commune comptait 276 habitants, en évolution de −4,83 % par rapport à 2016 (Bas-Rhin : +3,17 %, France hors Mayotte : +2,11 %).
| 1793 | 1800 | 1806 | 1821 | 1831 | 1836 | 1841 | 1846 | 1851 |
| ---- | ---- | ---- | ---- | ---- | ---- | ---- | ---- | ---- |
| 256  | 281  | 257  | 401  | 329  | 354  | 375  | 364  | 341  |

| 1856 | 1861 | 1866 | 1871 | 1875 | 1880 | 1885 | 1890 | 1895 |
| ---- | ---- | ---- | ---- | ---- | ---- | ---- | ---- | ---- |
| 346  | 332  | 347  | 333  | 360  | 350  | 326  | 319  | 336  |

| 1900 | 1905 | 1910 | 1921 | 1926 | 1931 | 1936 | 1946 | 1954 |
| ---- | ---- | ---- | ---- | ---- | ---- | ---- | ---- | ---- |
| 340  | 322  | 380  | 351  | 321  | 329  | 302  | 248  | 279  |

| 1962 | 1968 | 1975 | 1982 | 1990 | 1999 | 2006 | 2011 | 2016 |
| ---- | ---- | ---- | ---- | ---- | ---- | ---- | ---- | ---- |
| 304  | 276  | 275  | 276  | 279  | 298  | 300  | 312  | 290  |

| 2021 | 2022 | - | - | - | - | - | - | - |
| ---- | ---- | - | - | - | - | - | - | - |
| 278  | 276  | - | - | - | - | - | - | - |

### Cultes
- Culte protestant[39].
- Culte catholique, Communauté de Paroisses "Les Prairies de la Zorn"[40].

## Économie

### Entreprises et commerces

#### Agriculture
- Élevage d'ovins et de caprins.
- Élevage de vaches laitières.
- Élevage d'autres bovins et de buffles.

#### Tourisme
- Maison d'hôtes à Burbach, Hinsbourg, Sarre-Union, Zetting.
- Hôtels à Meisenthal, Petersbach.

#### Commerces
- Commerces et services de proximité.

## Culture locale et patrimoine

### Lieux et monuments

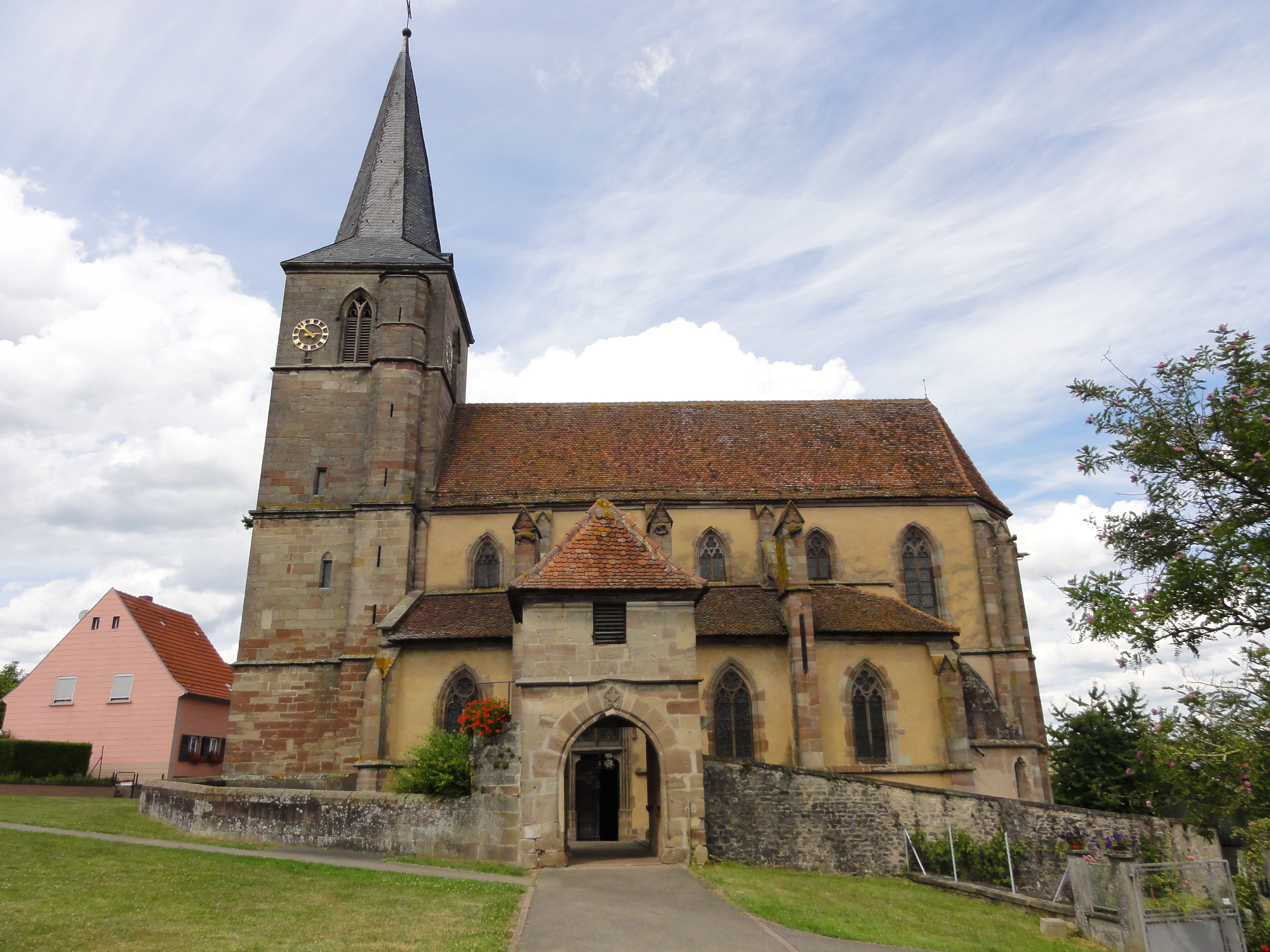
Façade sud avec enceinte fortifiée et porche d'accès.
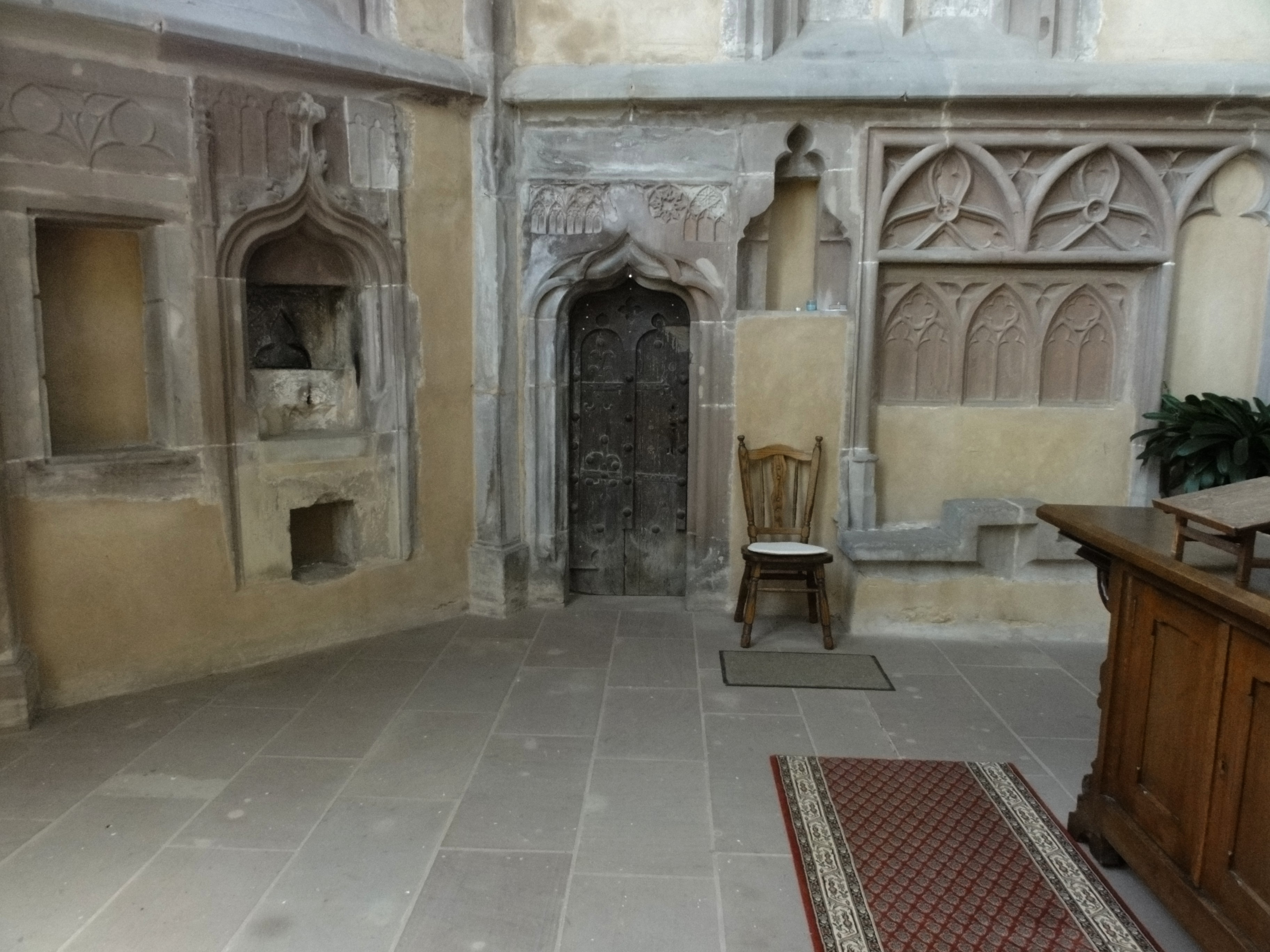
Armoire eucharistique et porte de la sacristie entourée de reliefs.
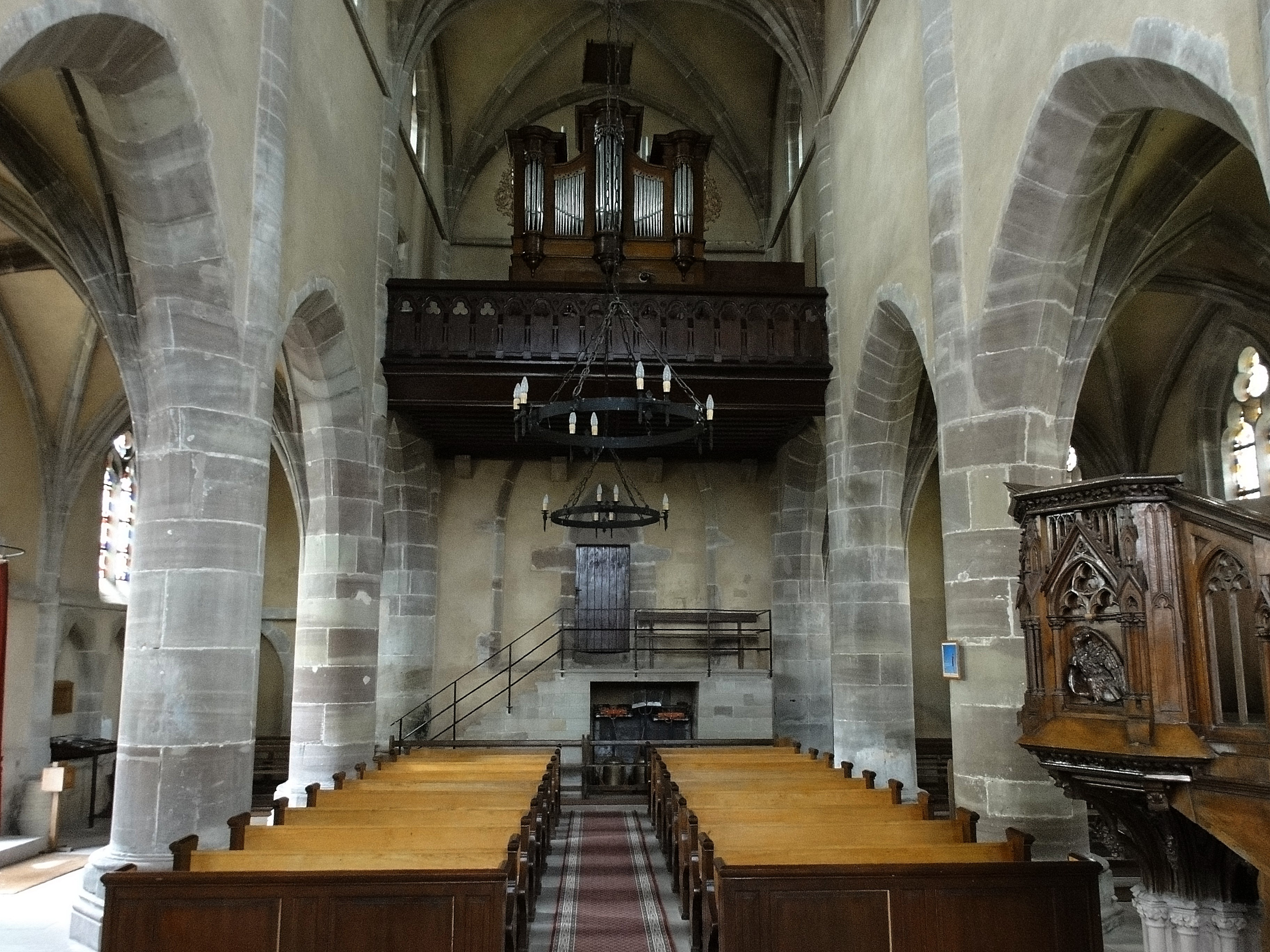
Vue intérieure de la nef vers la tribune d'orgue.
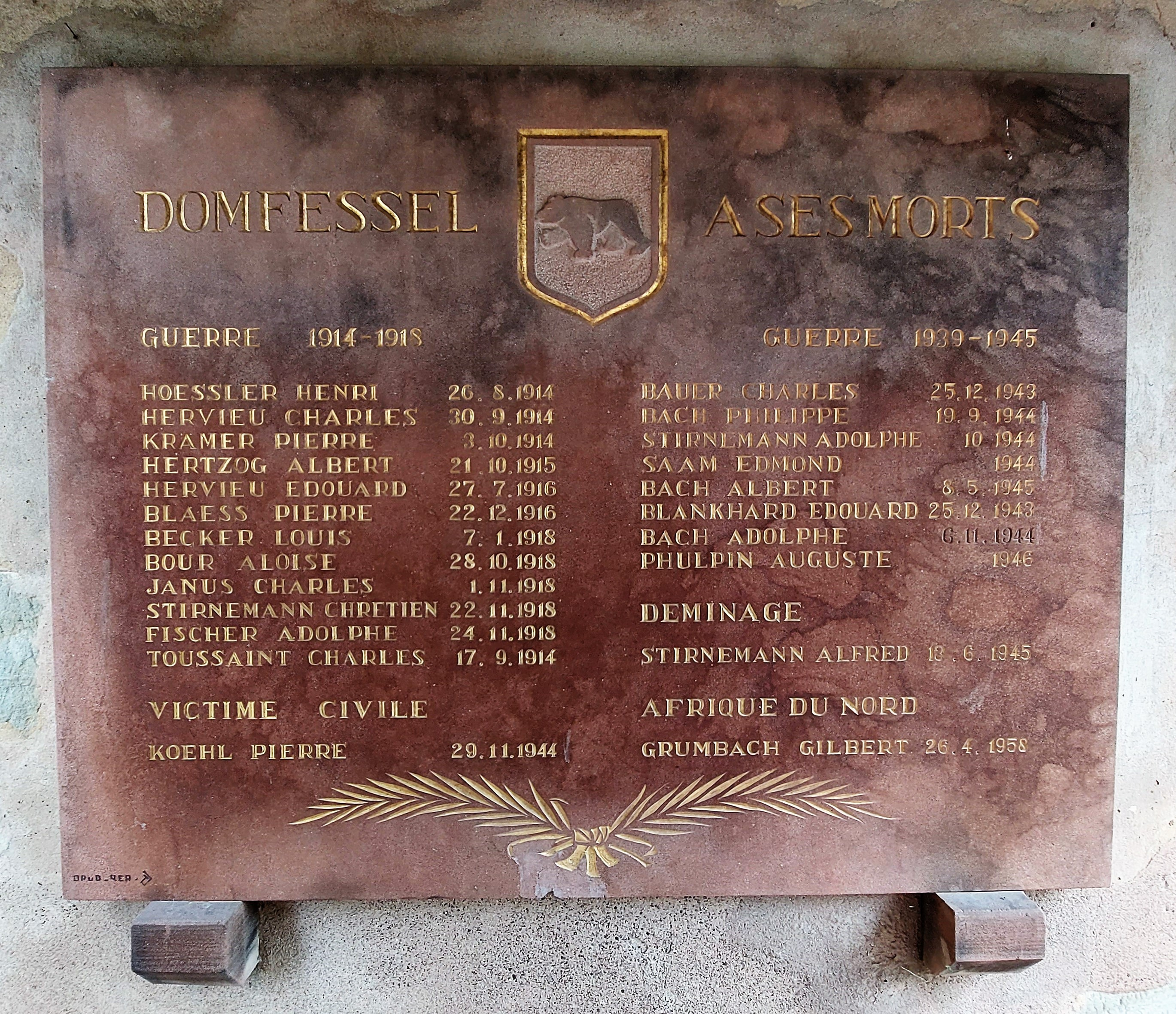
Plaque commémorative.

- Église fortifiée Saint-Gall[41],[42],[43].

Le mobilier de l'église paroissiale Saint-Gall :
* Autel protestant, chaire pastorale.
* Fonts baptismaux.
* Calice protestant.
* Orgue, Construction de l'orgue entre 1838 et 1839 par Jean Frédéric Verschneider,,.
* Dalle funéraire.
* Dalle funéraire, de Marguerite Schopf de Dossenheim
- Cimetière[53].
- Plaque commémorative sous le porche de l'église fortifiée[54] : Conflits commémorés : Guerres 1914-1918 - 1939-1945 - AFN-Algérie (1954-1962).
- Fontaine monumentale[55].

### Héraldique
| Blason de Domfessel | Blason  | D'azur à l'ours passant d'or. |
| Blason de Domfessel | Détails | L'ours rappelle saint Gall, saint patron du village. Les émaux évoquent les couleurs de l'ancienne seigneurie de Nassau-Sarrebruck, dont dépendait la commune. |